# Coupe arabe des clubs champions 2019-2020
 (juillet 2019).
Si vous disposez d'ouvrages ou d'articles de référence ou si vous connaissez des sites web de qualité traitant du thème abordé ici, merci de compléter l'article en donnant les références utiles à sa vérifiabilité et en les liant à la section « Notes et références ».
 (juillet 2021).
La Coupe Mohammed VI des Clubs Champions (en arabe : كأس محمد السادس للأندية الأبطال) est la 29e édition du tournoi de football inter-clubs du monde arabe organisé par l'UAFA.

## Clubs
| Afrique | Afrique | Afrique | Afrique | Afrique | Afrique | Afrique | Afrique | Afrique | Asie |
| Seizièmes de finale | Seizièmes de finale | Seizièmes de finale | Seizièmes de finale | Seizièmes de finale | Seizièmes de finale | Seizièmes de finale | Seizièmes de finale | Seizièmes de finale | Seizièmes de finale |
| --- | --- | --- | --- | --- | --- | --- | --- | --- | --- |
| - CS Constantinois Champion d' Algérie en 2017-2018 - MC Alger 5e d' Algérie en 2017-2018 - Ismaily SC 2e d' Égypte en 2017-2018 - Ittihad Alexandrie 8e d' Égypte en 2018-2019 - Al Ahly Benghazi SC 2e de Libye en 2017-2018 - Wydad AC Champion du Maroc en 2018-2019 - Raja CA 2e du Maroc en 2018-2019 - Olympique Club de Safi 4e du Maroc en 2018-2019 - FC Nouadhibou Champion de Mauritanie en 2017-2018 - Al Hilal Champion du Soudan en 2017-2018 - Al Merreikh 2e du Soudcan en 2017-2018 - ES Tunis Champion du Tunisie en 2017-2018 - ES Sahel 3e du Tunisie en 2017-2018 | - CS Constantinois Champion d' Algérie en 2017-2018 - MC Alger 5e d' Algérie en 2017-2018 - Ismaily SC 2e d' Égypte en 2017-2018 - Ittihad Alexandrie 8e d' Égypte en 2018-2019 - Al Ahly Benghazi SC 2e de Libye en 2017-2018 - Wydad AC Champion du Maroc en 2018-2019 - Raja CA 2e du Maroc en 2018-2019 - Olympique Club de Safi 4e du Maroc en 2018-2019 - FC Nouadhibou Champion de Mauritanie en 2017-2018 - Al Hilal Champion du Soudan en 2017-2018 - Al Merreikh 2e du Soudcan en 2017-2018 - ES Tunis Champion du Tunisie en 2017-2018 - ES Sahel 3e du Tunisie en 2017-2018 | - CS Constantinois Champion d' Algérie en 2017-2018 - MC Alger 5e d' Algérie en 2017-2018 - Ismaily SC 2e d' Égypte en 2017-2018 - Ittihad Alexandrie 8e d' Égypte en 2018-2019 - Al Ahly Benghazi SC 2e de Libye en 2017-2018 - Wydad AC Champion du Maroc en 2018-2019 - Raja CA 2e du Maroc en 2018-2019 - Olympique Club de Safi 4e du Maroc en 2018-2019 - FC Nouadhibou Champion de Mauritanie en 2017-2018 - Al Hilal Champion du Soudan en 2017-2018 - Al Merreikh 2e du Soudcan en 2017-2018 - ES Tunis Champion du Tunisie en 2017-2018 - ES Sahel 3e du Tunisie en 2017-2018 | - CS Constantinois Champion d' Algérie en 2017-2018 - MC Alger 5e d' Algérie en 2017-2018 - Ismaily SC 2e d' Égypte en 2017-2018 - Ittihad Alexandrie 8e d' Égypte en 2018-2019 - Al Ahly Benghazi SC 2e de Libye en 2017-2018 - Wydad AC Champion du Maroc en 2018-2019 - Raja CA 2e du Maroc en 2018-2019 - Olympique Club de Safi 4e du Maroc en 2018-2019 - FC Nouadhibou Champion de Mauritanie en 2017-2018 - Al Hilal Champion du Soudan en 2017-2018 - Al Merreikh 2e du Soudcan en 2017-2018 - ES Tunis Champion du Tunisie en 2017-2018 - ES Sahel 3e du Tunisie en 2017-2018 | - CS Constantinois Champion d' Algérie en 2017-2018 - MC Alger 5e d' Algérie en 2017-2018 - Ismaily SC 2e d' Égypte en 2017-2018 - Ittihad Alexandrie 8e d' Égypte en 2018-2019 - Al Ahly Benghazi SC 2e de Libye en 2017-2018 - Wydad AC Champion du Maroc en 2018-2019 - Raja CA 2e du Maroc en 2018-2019 - Olympique Club de Safi 4e du Maroc en 2018-2019 - FC Nouadhibou Champion de Mauritanie en 2017-2018 - Al Hilal Champion du Soudan en 2017-2018 - Al Merreikh 2e du Soudcan en 2017-2018 - ES Tunis Champion du Tunisie en 2017-2018 - ES Sahel 3e du Tunisie en 2017-2018 | - CS Constantinois Champion d' Algérie en 2017-2018 - MC Alger 5e d' Algérie en 2017-2018 - Ismaily SC 2e d' Égypte en 2017-2018 - Ittihad Alexandrie 8e d' Égypte en 2018-2019 - Al Ahly Benghazi SC 2e de Libye en 2017-2018 - Wydad AC Champion du Maroc en 2018-2019 - Raja CA 2e du Maroc en 2018-2019 - Olympique Club de Safi 4e du Maroc en 2018-2019 - FC Nouadhibou Champion de Mauritanie en 2017-2018 - Al Hilal Champion du Soudan en 2017-2018 - Al Merreikh 2e du Soudcan en 2017-2018 - ES Tunis Champion du Tunisie en 2017-2018 - ES Sahel 3e du Tunisie en 2017-2018 | - CS Constantinois Champion d' Algérie en 2017-2018 - MC Alger 5e d' Algérie en 2017-2018 - Ismaily SC 2e d' Égypte en 2017-2018 - Ittihad Alexandrie 8e d' Égypte en 2018-2019 - Al Ahly Benghazi SC 2e de Libye en 2017-2018 - Wydad AC Champion du Maroc en 2018-2019 - Raja CA 2e du Maroc en 2018-2019 - Olympique Club de Safi 4e du Maroc en 2018-2019 - FC Nouadhibou Champion de Mauritanie en 2017-2018 - Al Hilal Champion du Soudan en 2017-2018 - Al Merreikh 2e du Soudcan en 2017-2018 - ES Tunis Champion du Tunisie en 2017-2018 - ES Sahel 3e du Tunisie en 2017-2018 | - CS Constantinois Champion d' Algérie en 2017-2018 - MC Alger 5e d' Algérie en 2017-2018 - Ismaily SC 2e d' Égypte en 2017-2018 - Ittihad Alexandrie 8e d' Égypte en 2018-2019 - Al Ahly Benghazi SC 2e de Libye en 2017-2018 - Wydad AC Champion du Maroc en 2018-2019 - Raja CA 2e du Maroc en 2018-2019 - Olympique Club de Safi 4e du Maroc en 2018-2019 - FC Nouadhibou Champion de Mauritanie en 2017-2018 - Al Hilal Champion du Soudan en 2017-2018 - Al Merreikh 2e du Soudcan en 2017-2018 - ES Tunis Champion du Tunisie en 2017-2018 - ES Sahel 3e du Tunisie en 2017-2018 | - CS Constantinois Champion d' Algérie en 2017-2018 - MC Alger 5e d' Algérie en 2017-2018 - Ismaily SC 2e d' Égypte en 2017-2018 - Ittihad Alexandrie 8e d' Égypte en 2018-2019 - Al Ahly Benghazi SC 2e de Libye en 2017-2018 - Wydad AC Champion du Maroc en 2018-2019 - Raja CA 2e du Maroc en 2018-2019 - Olympique Club de Safi 4e du Maroc en 2018-2019 - FC Nouadhibou Champion de Mauritanie en 2017-2018 - Al Hilal Champion du Soudan en 2017-2018 - Al Merreikh 2e du Soudcan en 2017-2018 - ES Tunis Champion du Tunisie en 2017-2018 - ES Sahel 3e du Tunisie en 2017-2018 | - Al Muharraq Club Champion de Bahreïn en 2017-2018 - Al Shorta Champion d' Irak en 2018-2019 - Al-Qowa Al-Jawiya 2e d' Irak en 2018-2019 - Shabab Al-Ordon Club 4e de Jordanie en 2018-2019 - Al-Shabab Riyad 5e d'Arabie saoudite en 2018-2019 - Ittihad FC 10e d'Arabie saoudite en 2018-2019 - Koweït SC Champion du Koweït en 2017-2018 - Al-Salmiya SC 3e du Koweït en 2017-2018 - Al Arabi SC 3e du Koweït en 2017-2018 - Al Ahed Beyrouth Champion du Liban en 2017-2018 - Nejmeh SC 2e du Liban en 2017-2018 - Dhofar Club Champion d' Oman en 2018-2019 - Al Nasr Salalah 2e d' Oman en 2018-2019 - Hilal Al-Quds Club Champion de Palestine en 2017-2018 - Al Jaish Damas Champion d' Syrie en 2017-2018 - Al-Jazira Club 5e des Émirats arabes unis en 2018-2019 - Al Wasl 3e des Émirats arabes unis en 2017-2018 |
| Tour préliminaire | | | | | | | | | |
| - JS Saoura 2e d' Algérie en 2017-2018 - Fomboni FC 2e du Comores en 2018 - AS Ali Sabieh Champion de Djibouti en 2017-2018 - IR Tanger Champion du Maroc en 2017-2018 - CA Bizertin 5e du Tunisie en 2017-2018 - Horsed FC 2e du Somalie en 2018-2019 | - JS Saoura 2e d' Algérie en 2017-2018 - Fomboni FC 2e du Comores en 2018 - AS Ali Sabieh Champion de Djibouti en 2017-2018 - IR Tanger Champion du Maroc en 2017-2018 - CA Bizertin 5e du Tunisie en 2017-2018 - Horsed FC 2e du Somalie en 2018-2019 | - JS Saoura 2e d' Algérie en 2017-2018 - Fomboni FC 2e du Comores en 2018 - AS Ali Sabieh Champion de Djibouti en 2017-2018 - IR Tanger Champion du Maroc en 2017-2018 - CA Bizertin 5e du Tunisie en 2017-2018 - Horsed FC 2e du Somalie en 2018-2019 | - JS Saoura 2e d' Algérie en 2017-2018 - Fomboni FC 2e du Comores en 2018 - AS Ali Sabieh Champion de Djibouti en 2017-2018 - IR Tanger Champion du Maroc en 2017-2018 - CA Bizertin 5e du Tunisie en 2017-2018 - Horsed FC 2e du Somalie en 2018-2019 | - JS Saoura 2e d' Algérie en 2017-2018 - Fomboni FC 2e du Comores en 2018 - AS Ali Sabieh Champion de Djibouti en 2017-2018 - IR Tanger Champion du Maroc en 2017-2018 - CA Bizertin 5e du Tunisie en 2017-2018 - Horsed FC 2e du Somalie en 2018-2019 | - JS Saoura 2e d' Algérie en 2017-2018 - Fomboni FC 2e du Comores en 2018 - AS Ali Sabieh Champion de Djibouti en 2017-2018 - IR Tanger Champion du Maroc en 2017-2018 - CA Bizertin 5e du Tunisie en 2017-2018 - Horsed FC 2e du Somalie en 2018-2019 | - JS Saoura 2e d' Algérie en 2017-2018 - Fomboni FC 2e du Comores en 2018 - AS Ali Sabieh Champion de Djibouti en 2017-2018 - IR Tanger Champion du Maroc en 2017-2018 - CA Bizertin 5e du Tunisie en 2017-2018 - Horsed FC 2e du Somalie en 2018-2019 | - JS Saoura 2e d' Algérie en 2017-2018 - Fomboni FC 2e du Comores en 2018 - AS Ali Sabieh Champion de Djibouti en 2017-2018 - IR Tanger Champion du Maroc en 2017-2018 - CA Bizertin 5e du Tunisie en 2017-2018 - Horsed FC 2e du Somalie en 2018-2019 | - JS Saoura 2e d' Algérie en 2017-2018 - Fomboni FC 2e du Comores en 2018 - AS Ali Sabieh Champion de Djibouti en 2017-2018 - IR Tanger Champion du Maroc en 2017-2018 - CA Bizertin 5e du Tunisie en 2017-2018 - Horsed FC 2e du Somalie en 2018-2019 | - Riffa Club Champion du Bahreïn en 2018-2019 - Al-Zawra'a SC 4e d' Irak en 2018-2019 |

## Récompenses
- Gagnant : 6 000 000 $[2]
- Finaliste : 2 500 000 $
- Demi-finalistes : 500 000 $
- Quarts de finale : 200 000 $
- Deuxième tour : 50 000 $
- Premier tour : 20 000 $

## Calendrier
Le calendrier du concours est le suivant :
| Tour             | Date du tirage     | Aller                             | Retour                        |
| ---------------- | ------------------ | --------------------------------- | ----------------------------- |
| Premier tour     | 23/24 juillet 2019 | 20/21 - 27/28 août 2019           | 21/22/23 septembre 2019       |
| Deuxième tour    | 4/5 octobre 2019   | 18/19/20 - 28/29/30 octobre 2019  | 4/5/6 - 25/26 novembre 2019   |
| Quarts de finale | 3/4 décembre 2019  | 13/14/15 - 26/27/28 décembre 2019 | 23/24/25 janvier 2020         |
| Demi finales     | 3/4 décembre 2019  | 5/6/7 - 25/26 février 2020        | 13/14/15 - 20/21/22 mars 2020 |
| Finale           | 3/4 décembre 2019  | avril 2020                        | avril 2020                    |

### Tour de qualification

#### Groupe A
Toutes les rencontres du groupe se sont déroulées du 18 août 2019 au 24 août 2019, au Stade municipal de Berrechid et au Stade Mohammed V, au Maroc.
| Rang | Équipe        | Pts | J | G | N | P | Bp | Bc | Diff |
| ---- | ------------- | --- | - | - | - | - | -- | -- | ---- |
| 1    | Riffa Club    | 9   | 3 | 3 | 0 | 0 | 8  | 0  | +8   |
| 2    | IR Tanger     | 6   | 3 | 2 | 0 | 1 | 9  | 3  | +6   |
| 3    | Al-Zawra'a SC | 3   | 3 | 1 | 0 | 2 | 2  | 4  | -2   |
| 4    | Horsed FC     | 0   | 3 | 0 | 0 | 3 | 1  | 13 | -12  |

#### Groupe B
Toutes les rencontres du groupe se sont déroulées du 19 août 2019 au 25 août 2019, au Stade municipal de Berrechid et au Stade Mohammed V, au Maroc.
| Rang | Équipe        | Pts | J | G | N | P | Bp | Bc | Diff |
| ---- | ------------- | --- | - | - | - | - | -- | -- | ---- |
| 1    | JS Saoura     | 9   | 3 | 3 | 0 | 0 | 7  | 0  | +7   |
| 2    | CA Bizertin   | 6   | 3 | 2 | 0 | 1 | 10 | 1  | +9   |
| 3    | AS Ali Sabieh | 3   | 3 | 1 | 0 | 2 | 3  | 6  | -3   |
| 4    | Fomboni FC    | 0   | 3 | 0 | 0 | 3 | 2  | 15 | -13  |

- Le Riffa Club et la JS Saoura sont qualifiées pour le premier tour.

## Seizièmes de finale
| Match | Équipe 1             | Résultat | Équipe 2            | -     | -     | Tab |
| ----- | -------------------- | -------- | ------------------- | ----- | ----- | --- |
| 1     | Al-Qowa Al-Jawiya    | 4 - 2    | Al-Salmiya SC       | 3 - 1 | 1 - 1 | -   |
| 2     | Shabab Al-Ordon Club | 3 - 1    | ES Sahel            | 2 - 1 | 1 - 0 | -   |
| 3     | Al Jaish Damas       | 1 - 2    | FC Nouadhibou       | 1 - 1 | 0 - 1 | -   |
| 4     | Al Merrikh           | 1 - 3    | Wydad AC            | 1 - 1 | 0 - 2 | -   |
| 5     | Ismaily SC           | 4 - 3    | Al Ahly Benghazi SC | 4 - 2 | 0 - 1 | -   |
| 6     | Al Nasr Salalah      | 1 - 4    | Al-Jazira Club      | 0 - 1 | 1 - 3 | -   |
| 7     | Al Wasl              | 3 - 2    | Al Hilal            | 2 - 0 | 1 - 2 | -   |
| 8     | Al Arabi SC          | 0 - 3    | Ittihad Alexandrie  | 0 - 1 | 0 - 2 | -   |
| 9     | OC Safi              | 2 - 1    | Riffa Club          | 1 - 1 | 1 - 0 | -   |
| 10    | Nejmeh SC            | 1 - 3    | ES Tunis            | 1 - 1 | 0 - 2 | -   |
| 11    | MC Alger             | 2 - 1    | Dhofar Club         | 1 - 0 | 1 - 1 | -   |
| 12    | Koweït SC            | 3 - 3    | Al Shorta           | 3 - 1 | 0 - 2 | -   |
| 13    | Raja CA              | 3 - 0    | Hilal Al-Quds Club  | 1 - 0 | 2 - 0 | -   |
| 14    | JS Saoura            | 1 - 5    | Al-Shabab Riyad     | 1 - 3 | 0 - 2 | -   |
| 15    | CS Constantine       | 3 - 3    | Al Muharraq Club    | 3 - 1 | 0 - 2 | -   |
| 16    | Ittihad FC           | 3 - 0    | Al Ahed Beyrouth    | 3 - 0 | 0 - 0 | -   |

## Huitièmes de finale
| Match | Équipe 1           | Résultat | Équipe 2             | -     | -     | Tab   |
| ----- | ------------------ | -------- | -------------------- | ----- | ----- | ----- |
| 1     | Al Shabab Riyad    | 2 - 1    | Shabab Al-Ordon Club | 1 - 0 | 1 - 1 | -     |
| 2     | Ismaily SC         | 4 - 0    | Al Jazira Club       | 2 - 0 | 2 - 0 | -     |
| 3     | Al Wasl            | 1 - 4    | Ittihad FC           | 1 - 2 | 0 - 2 | -     |
| 4     | Raja CA            | 5 - 5    | Wydad AC             | 1 - 1 | 4 - 4 | -     |
| 5     | Ittihad Alexandrie | 3 - 0    | Al Muharraq Club     | 2 - 0 | 1 - 0 | -     |
| 6     | OC Safi            | 2 - 2    | ES Tunis             | 1 - 1 | 1 - 1 | 4 - 2 |
| 7     | Al-Qowa Al-Jawiya  | 0 - 0    | MC Alger             | 0 - 0 | 0 - 0 | 2 - 4 |
| 8     | FC Nouadhibou      | 0 - 6    | Al Shorta            | 0 - 1 | 0 - 5 | -     |

.

## Quarts de finale
| Match | Équipe 1           | Résultat | Équipe 2   | Aller | Retour | Tab |
| ----- | ------------------ | -------- | ---------- | ----- | ------ | --- |
| 1     | Al-Shabab Riyad    | 7 - 0    | Al-Shorta  | 6 - 0 | 1 - 0  | -   |
| 2     | Ittihad FC         | 2 - 1    | OC Safi    | 1 - 1 | 1 - 0  | -   |
| 3     | Ittihad Alexandrie | 0 - 1    | Ismaily SC | 0 - 1 | 0 - 0  | -   |
| 4     | MC Alger           | 2 - 2    | Raja CA    | 1 - 2 | 1 - 0  | -   |

## Demi Finale
| Match | Équipe 1        | Résultat | Équipe 2   | Aller | Retour | Tab |
| ----- | --------------- | -------- | ---------- | ----- | ------ | --- |
| 1     | Al-Shabab Riyad | 3 - 4    | Ittihad FC | 2 - 2 | 1 - 2  | -   |
| 2     | Ismaily SC      | 1 - 3    | Raja CA    | 1 - 0 | 0 - 3  | -   |

## Finale
| Match | Équipe 1 | Résultat        | Équipe 2   |
| ----- | -------- | --------------- | ---------- |
| 1     | Raja CA  | 4 - 4 (4-3 tab) | Ittihad FC |